# Санди-Граунд
Санди-Граунд (англ. Sandy Ground) — главный порт Ангильи. Длинные изогнутые пляжи находятся у отвесных скал и соленого моря. По переписи населения 2001 года население порта составляет 274 человека.

## Туризм
В порту можно заняться парусным спортом, прокатиться на катамаране.

## Население
| Год                     | 1974 | 1984 | 1994 | 2001 | 2013          |
| Население, тыс. жителей | 774  | 961  | 247  | 274  | 494 (прогноз) |